# Torre de Punta Prima (Menorca)
|  | No s'ha de confondre amb Torre de Punta Prima (Formentera). |

La torre de Punta Prima o de Son Ganxo és la torre de defensa costanera que està més al sud de l'illa de Menorca, situada a Punta Prima, municipi de Sant Lluís. Fou construïda amb el disseny de l'enginyer militar Ramón Santander. Es va acabar de construir el 1787. Té 3 plantes i està en molt bon estat de conservació. Restaurada el 2011, pertany al Consell Insular de Menorca i la gestiona l'Institut de la Joventut de Menorca (INJOVE) com a allotjament turístic.